# Солей Роял (линеен кораб, 1669)
„Солей Роял“ (на френски: Soleil-Royal, букв. „Кралско слънце)“ е кораб от френския флот през 17 век. Заложен за строителство на корабостроителницата в Брест през 1668 г. Корабен майстор е Лоран Хубак. Корабът е спуснат на вода на следващата година и влиза в състава на френския флот.

## Конструкция
„Солей Роял“ е тримачтов ветроходен линеен кораб. На трите корабни палуби са разположени 104 (по-късно 112) оръдия с калибър от 4 до 36 фунта.

## Служба
В течение на много години след спускането си на вода, корабът остава неизползван и стои в пристанището на Брест. „Солей Роял“ повторно е въоръжен в хода на войните в периода 1688 – 1697 г. и преквалифициран в 112-оръдеен. Корабът е с добри мореходни качества, а художественото оформление на корпуса му се смята за едно от най-красивите и най-сложни. Галюнната (носова) фигура във вид на слънце е избрана по настояване на Луи XIV, като негов личен символ.
Линейният кораб „Солей Роял“ участва в сражението при Бийчи Хед и в битката при Барфльор (29 май 1692 г.), в която е силно повреден. Корабът не успява да се върне в Брест и е изваден на плитчина край Шербур за ремонт, заедно с два други кораба.
През нощта на 2 срещу 3 юни, „Солей Роял“ е атакуван от английски брандери и изгорен. От екипажа, състоящ се от 883 души (по други данни 850), се спасява само един.